# Torque (collier)
Pour les articles homonymes, voir Torque.

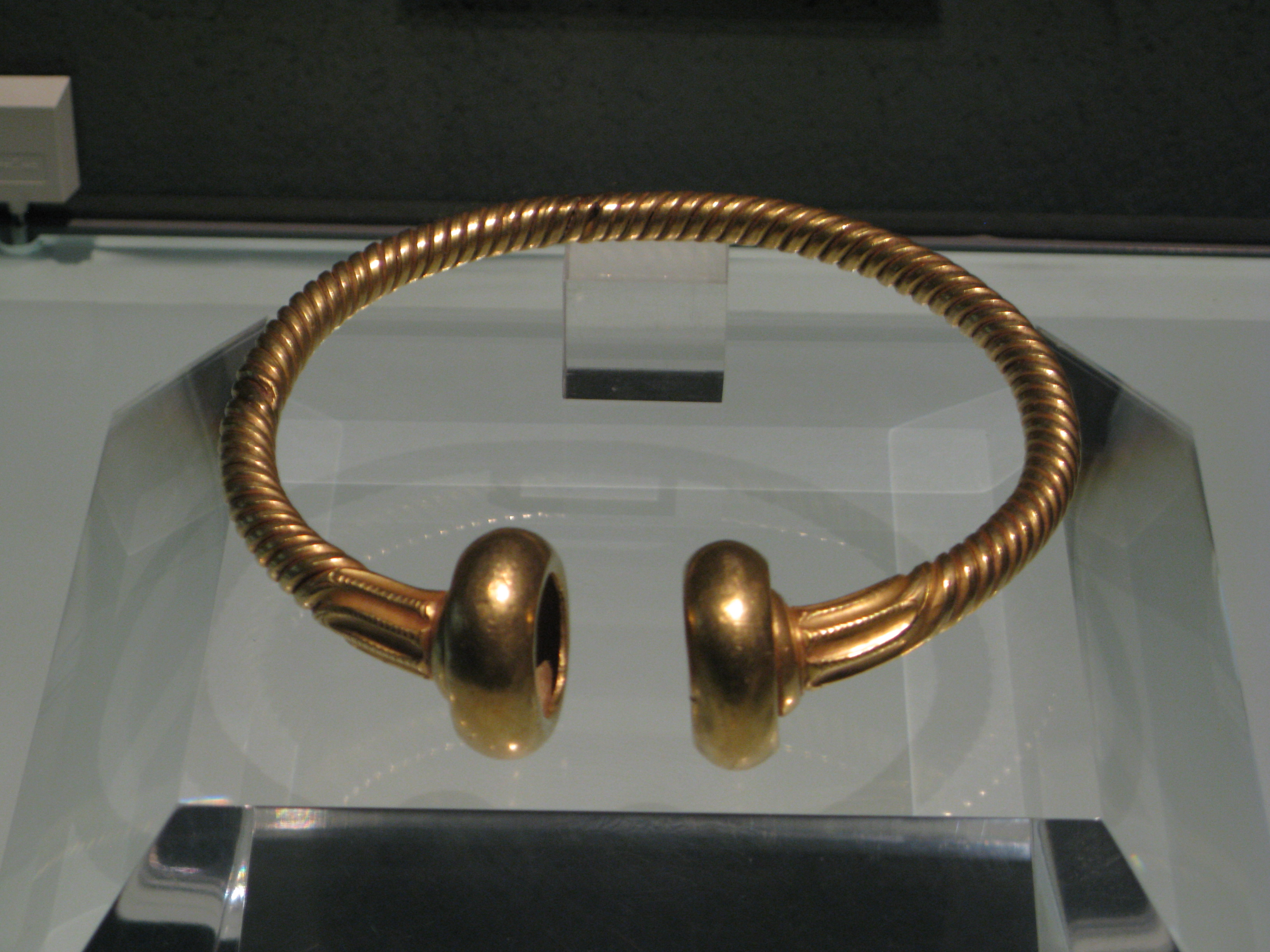
Torque du Trésor de Tayac (musée d'Aquitaine).

Le torque est un collier connu pour avoir été porté dans l'Antiquité notamment par les Celtes, à titre honorifique, les guerriers gaulois, mais aussi par les Scythes, les Illyriens, les Thraces et d'autres cultures de l'âge de fer européen entre le VIIIe siècle av. J.-C. et le IIIe siècle apr. J.-C. environ.

## Étymologie
Du gaulois (vieux-celtique continental) *torco- « torque, collier celte ». Le mot latin torques, torquis « collier » est un emprunt au gaulois influencé par le verbe torquere « tordre, tourner ». C'est le même mot qu'en celtique insulaire : vieil irlandais torc « collier »; gallois torch « collier ». D'une racine indo-européenne *terk- « tourner, tordre », le sens initial de *torko- est donc « torsade », mot que l'on retrouve dans le catalan torca « quenouille » , l'ancien français torce « bouchon de paille » et plus loin en sanskrit tarku- fuseau, le grec átraktos « quenouille » (*trk-), le tokharien A tark « boucle d'oreille » (*torko-).

## Description
Le torque est formé d'une épaisse tige métallique ronde, généralement terminée en boule à ses deux extrémités et plus ou moins travaillée ou ornée. Le corps du collier est généralement en fer mais n'est pas toujours entortillé. Les torques étaient faits à partir de brins de métal entrelacés, généralement en or ou en bronze, moins souvent en argent ou même entièrement en fer.
Les extrémités des anciens torques portent généralement des ornements sculptés, souvent des globes, des cubes, ou des têtes d'animaux, et, moins fréquemment, des figures humaines.
Bien qu'ils fussent le plus souvent faits pour être portés sur le cou, il y avait aussi des bracelets avec cette forme.

## Histoire

### Torques scythes
Le torque apparaît tout d'abord dans l'art scythe, au début de l'âge de Fer, et a été introduit dans l'Europe celte vers 500 avant Jésus-Christ.
Il a également des prédécesseurs parmi les colliers en or de l'âge du bronze en Europe, qui sont parfois également appelés torques, par exemple les trois spécimens remontant aux XIIe – XIe siècle av. J.-C. à Tiers Cross, Pembrokeshire, Pays de Galles.
L'une des plus anciennes représentations connues d'un torque peut être trouvée sur le guerrier de Hirschlanden (VIe siècle av. J.-C.).
Un des premiers torques scythes fait partie du trésor de Pereshchepina (en), datant du VIIe siècle av. J.-C. Un exemple plus tardif a été trouvé dans la tombe de Tolstaya ou le kourgane de Karagodeuachk (zone du Kouban), les deux datant du IVe siècle avant notre ère.

### Torques celtiques

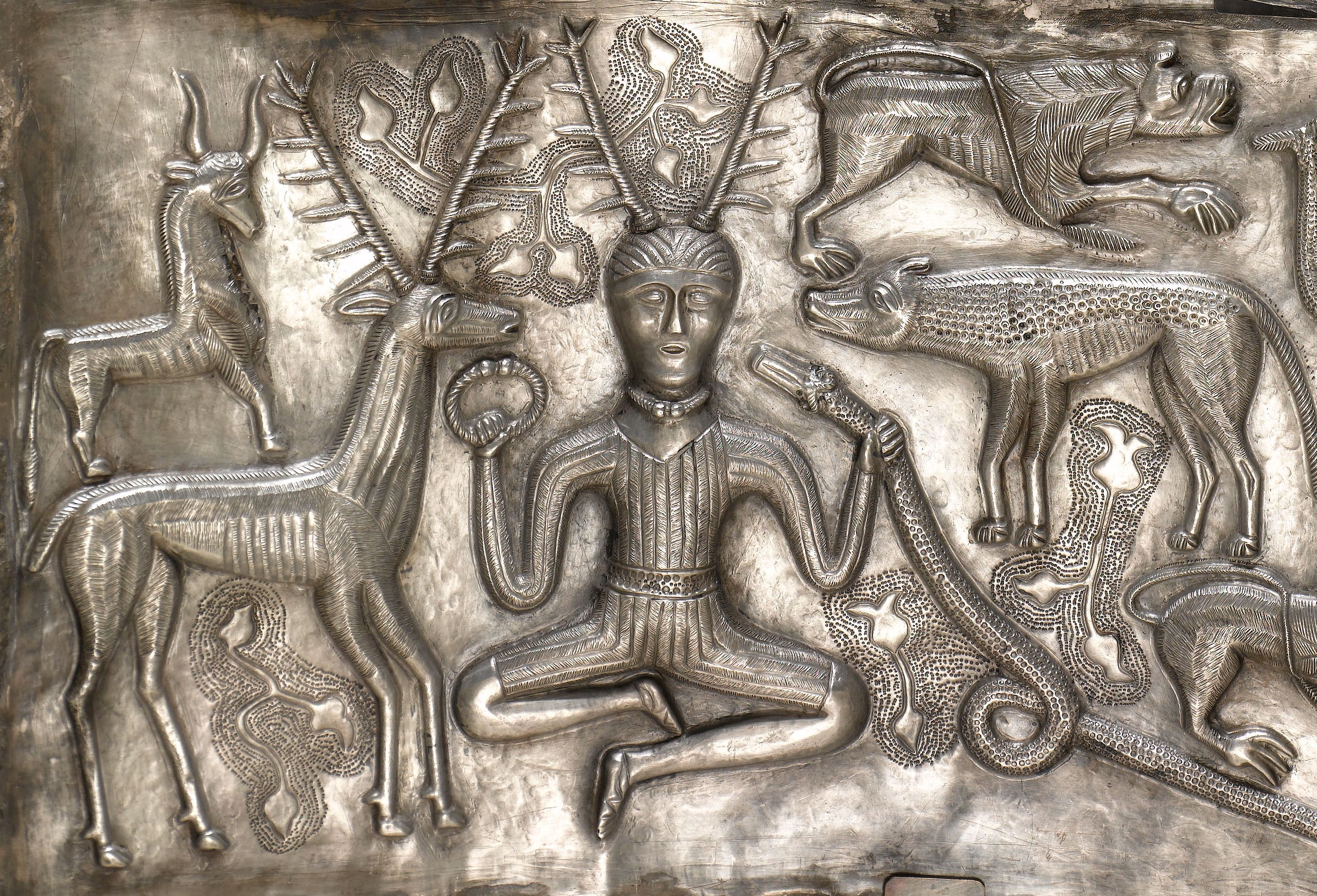
Détail du chaudron de Gundestrup montrant Cernunnos avec un torque au cou et un à la main.

La célèbre copie romaine de la sculpture grecque le Galate mourant représente un guerrier galate blessé et nu, ne portant comme signe distinctif qu'un torque. De même, l'historien grec Polybe décrit ainsi les rangs d'une armée gauloise : tous les guerriers portent ce bijou. Chez les Grecs puis chez les Romains, le torque fut perçu comme un symbole de l'identité celtique.
La reine celte Boadicée qui a incité les Bretons à se soulever contre Rome a été décrite comme portant un torque d'or.
Des exemples de torque celtique ont été découverts en Grande-Bretagne (torque de Sedgeford) et en Europe continentale au cours d'inspections archéologiques.
- Le grand torque de Snettisham trouvé dans le sud-ouest de Norfolk (Angleterre) et datant du Ier siècle av. J.-C..
- Le torque d'Erstfeld datant de la période de La Tène a été trouvé dans un butin enterré près de Erstfeld (Uri, Suisse)[5].
- Le célèbre « torque du taureau » en argent massif trouvé à Trichtingen (Epfendorf, Bade-Wurtemberg, Allemagne), remonte au IIe siècle avant notre ère.
- Un torque en or massif et pesant 400 grammes a été retrouvé en 1999 dans le sanctuaire gaulois de Ribemont-sur-Ancre (Somme, France)[2].

Il a été dit par certains auteurs[réf. nécessaire] que le torque était un ornement pour les femmes jusqu'au IVe siècle av. J.-C., quand il est devenu un attribut de guerriers. Des torques en or attribués à une femme ont été notamment trouvés dans les tombes à char de Vix, Lavau (période de Hallstatt) et Waldalgesheim (période de La Tène) ainsi qu'à Reinheim.
Le torque est signe de noblesse et d'un statut social élevé : une décoration accordée à des guerriers en récompense de leurs faits d'armes, ainsi qu'un attribut divin, des représentations des dieux et déesses de la mythologie celtique gauloise les montrent en effet parfois avec des torques. Le dieu Cernunnos a été représenté portant un torque à sa main, dans ses bois ou plus classiquement autour de son cou. Le torque symbolise l'autorité et la richesse et à ce titre rares sont les dieux gaulois autres que Cernunnos dotés de cet attribut. Selon l'archéologue Jean-Louis Brunaux,, « le torque en or [...] incarnait la puissance divine, bénéfique et nécessaire de la guerre. »
Le consul romain Titus Manlius vers -361 a provoqué un Gaulois en duel et l'a tué, puis a pris son torque. Parce qu'il le portait toujours, il a reçu le surnom Torquatus, celui qui porte un torque,. Après cela, les Romains ont adopté le torque comme une décoration pour les soldats émérites et les unités d'élite au cours de l'époque républicaine.
En revanche, les torques du nord-ouest hispanique, en gros de la culture des Castros, ne suivent pas d'un point de vue stylistique les motifs décoratifs que l'on rencontre au nord des Pyrénées, alors qu'on les trouve en revanche dans le bassin méditerranéen, notamment dans la culture punique.

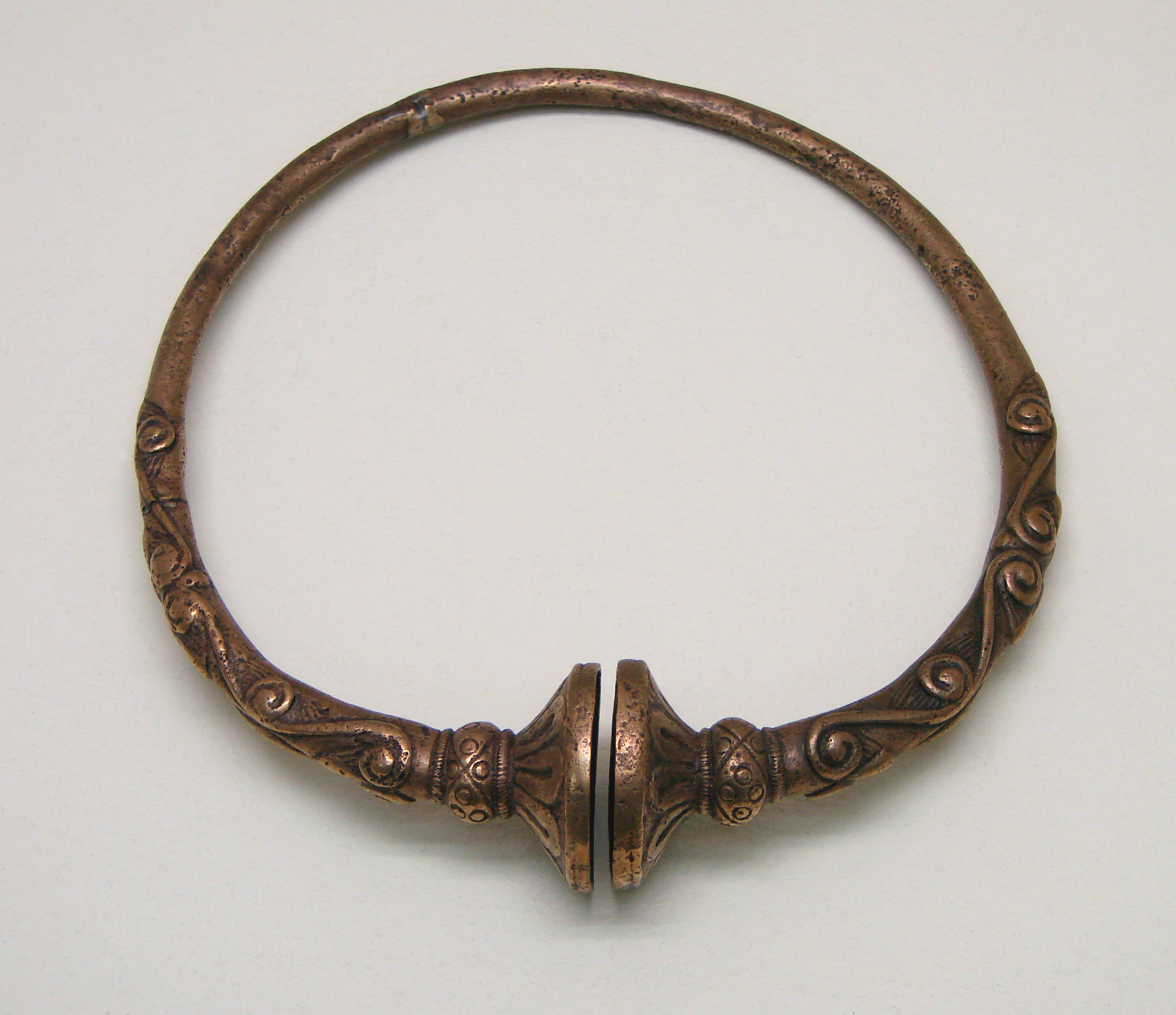
Torque à tampons en bronze, trouvé à Somme-Suippe dans la Marne, fin du IVe siècle av. J.-C. (Musée Saint-Remi à Reims).
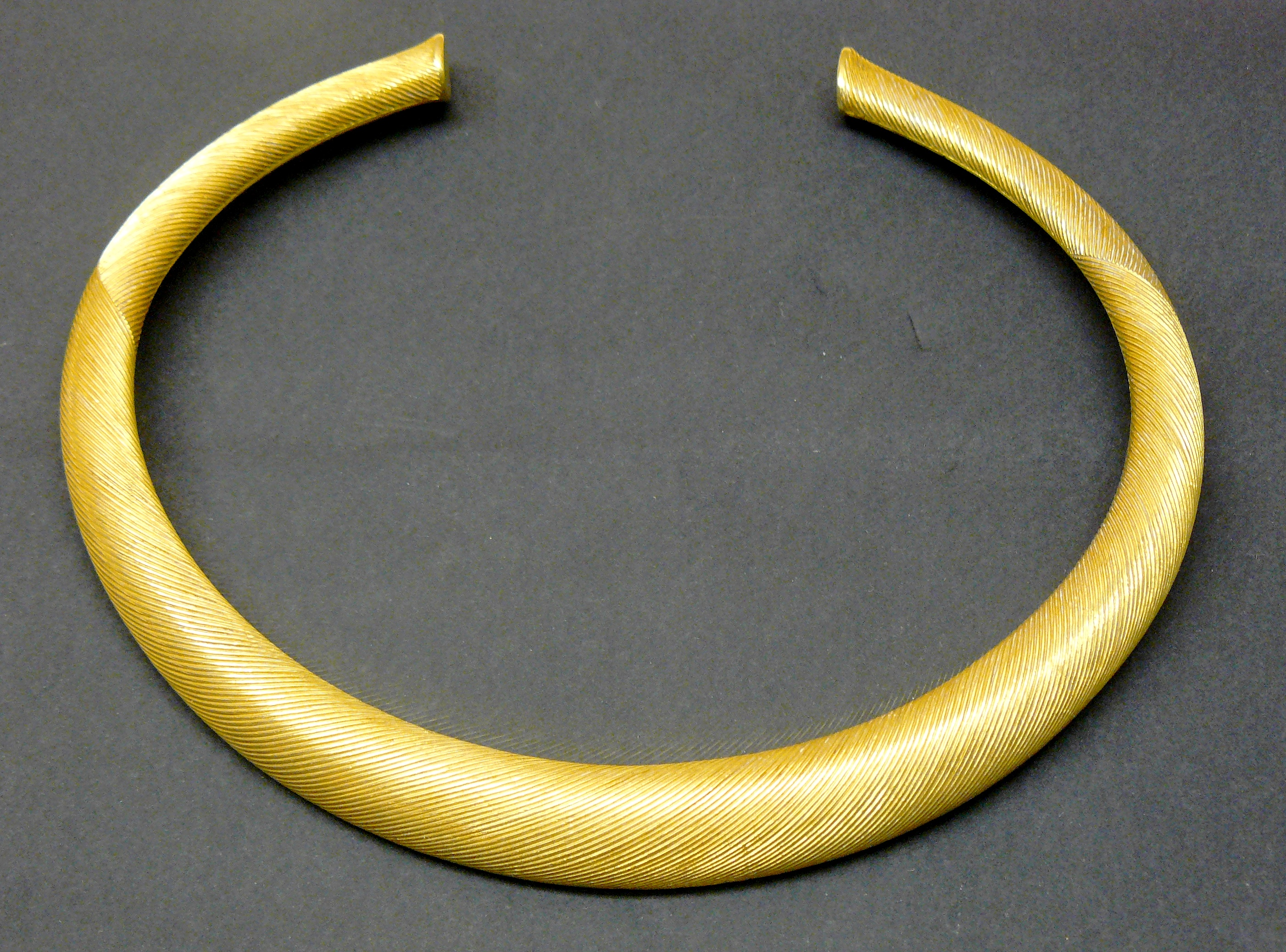
En or strié, -1200/1000 de 794 g découvert à Guînes.
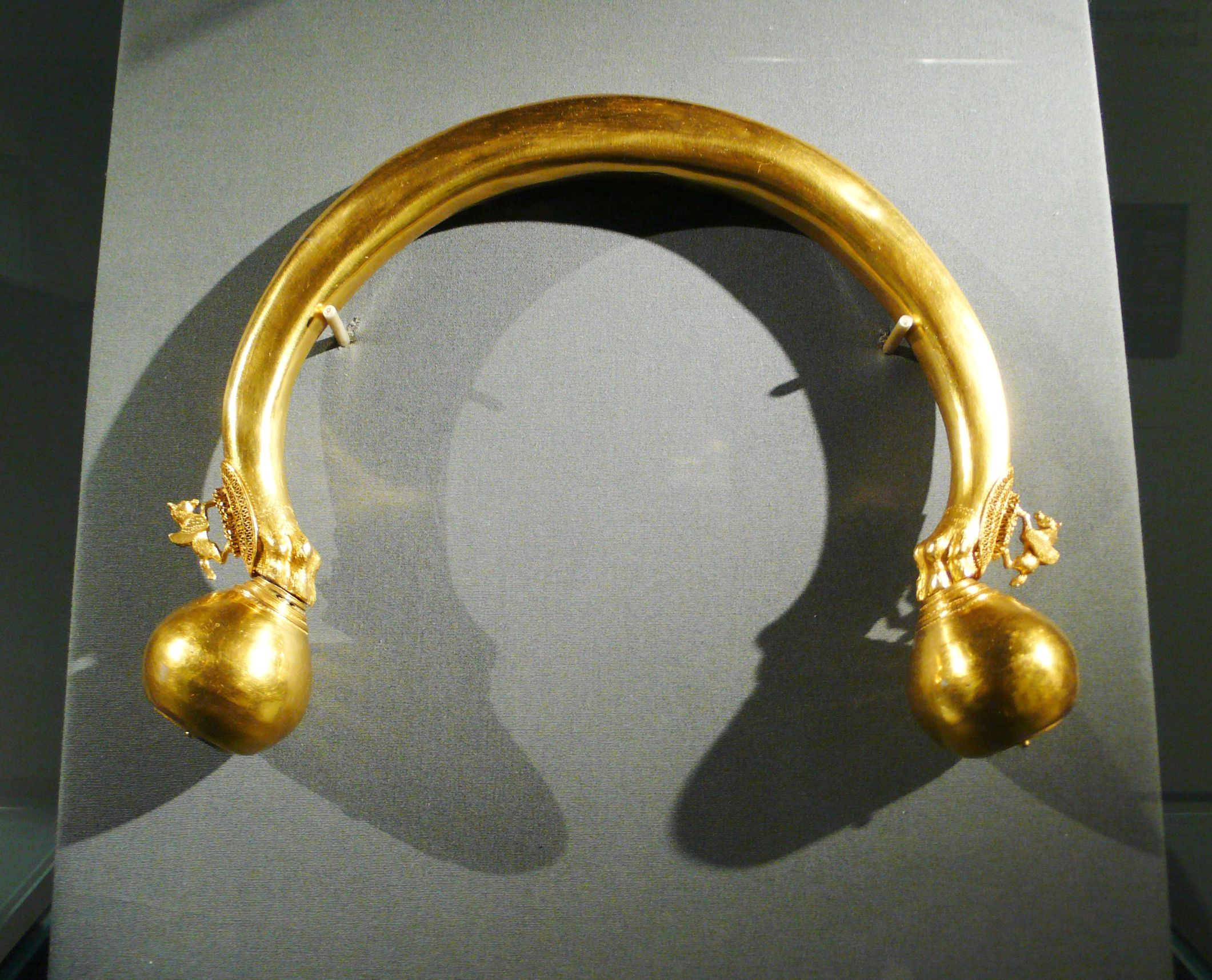
En or avec des chevaux ailés, Vix Ve siècle av. J.-C.
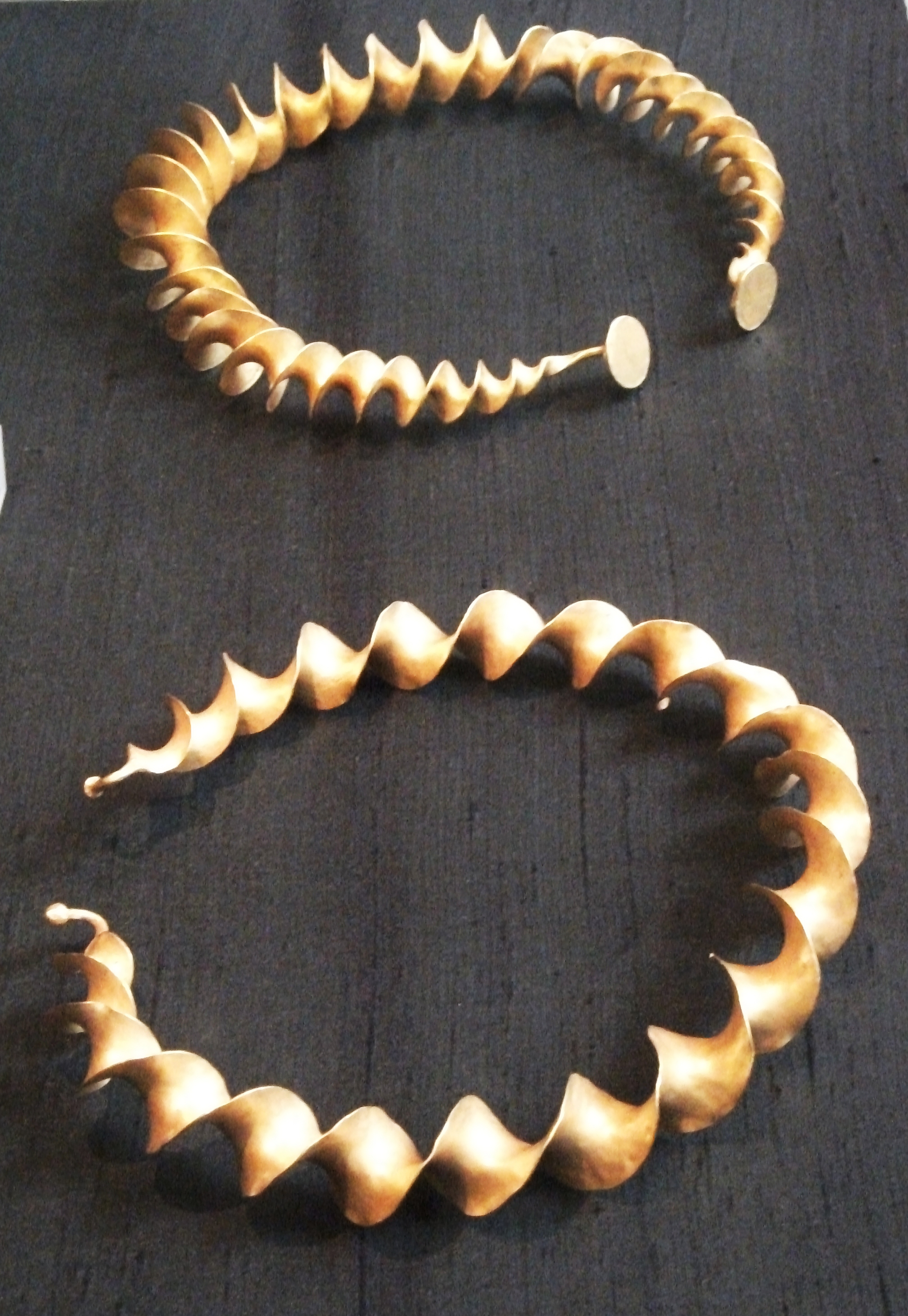
En or torsadé provenant du comté de Stirling en Écosse.
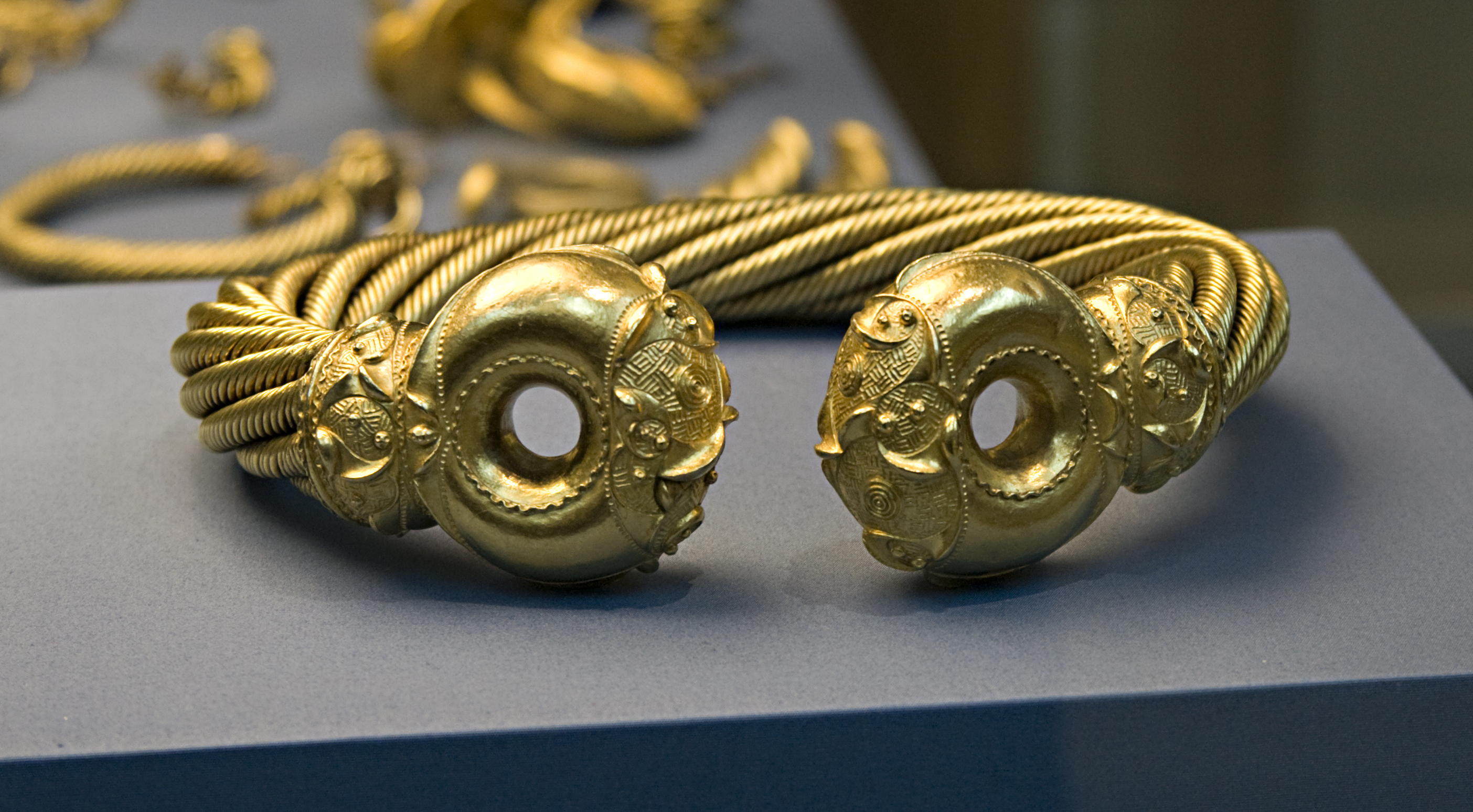
En électrum, grand torque de Snettisham.
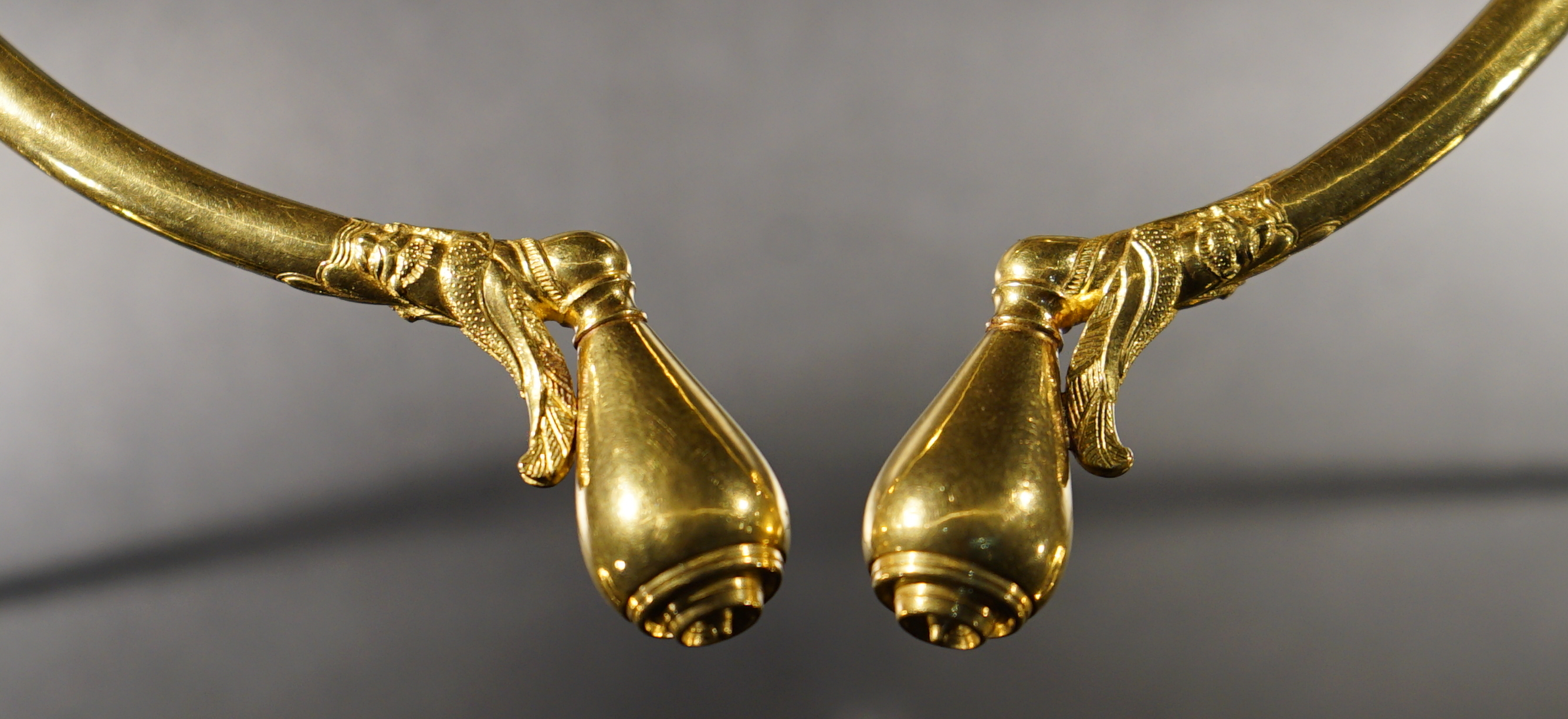
Or, prince de Lavau.
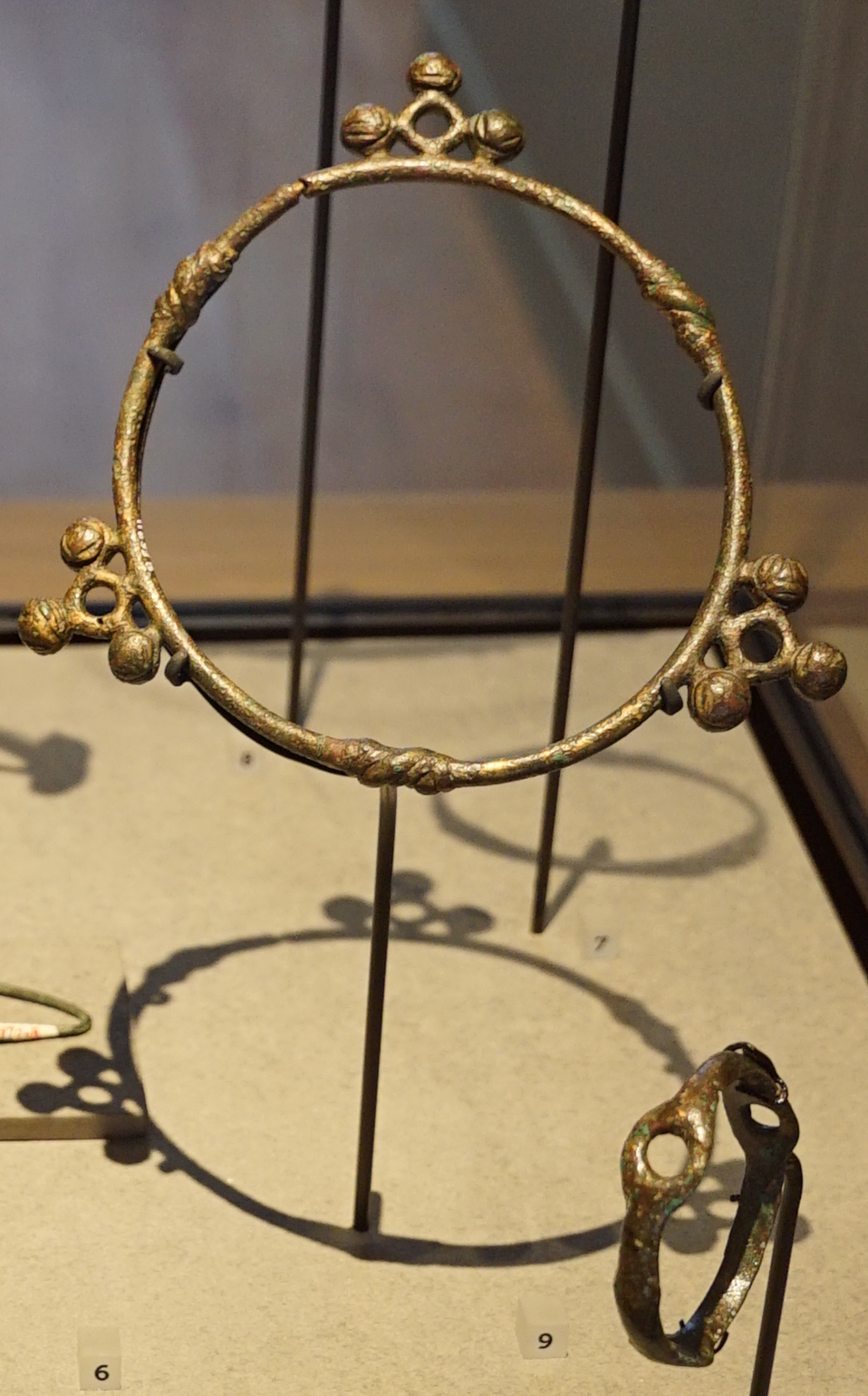
Torque ternaire, Fère-Champenoise.
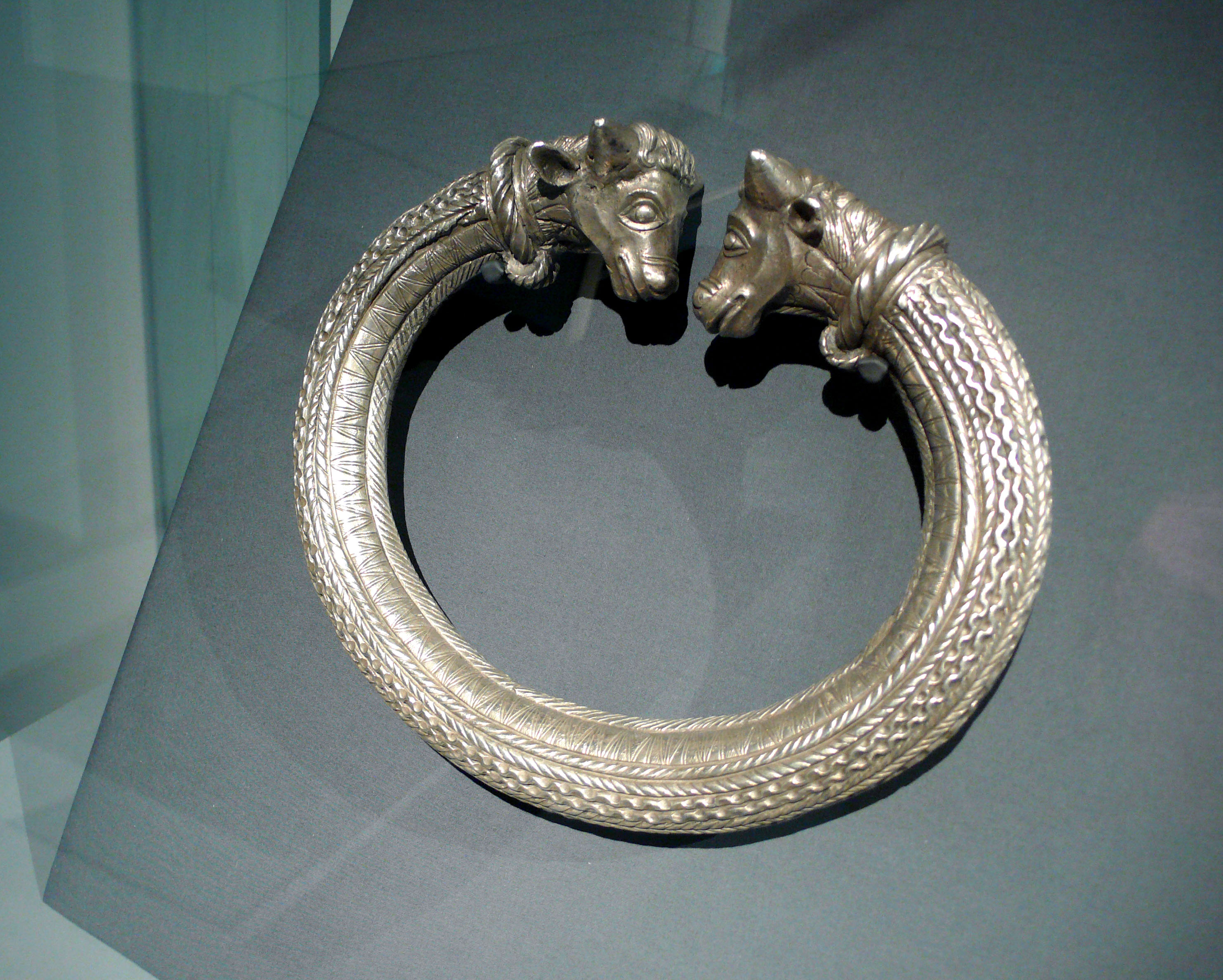
Argent à têtes de taureaux affrontés.
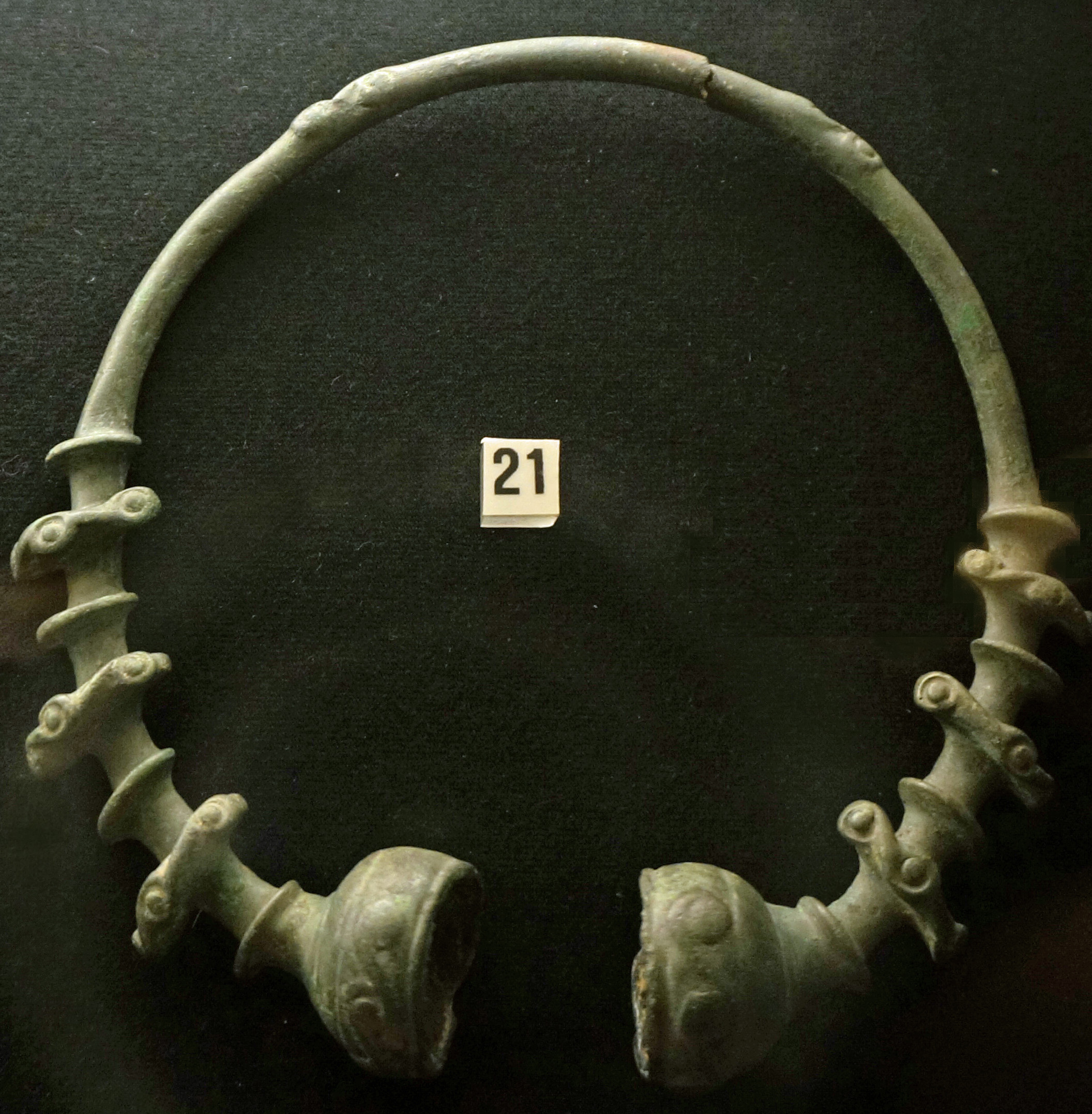
Bronze, découvert à Semeuse.
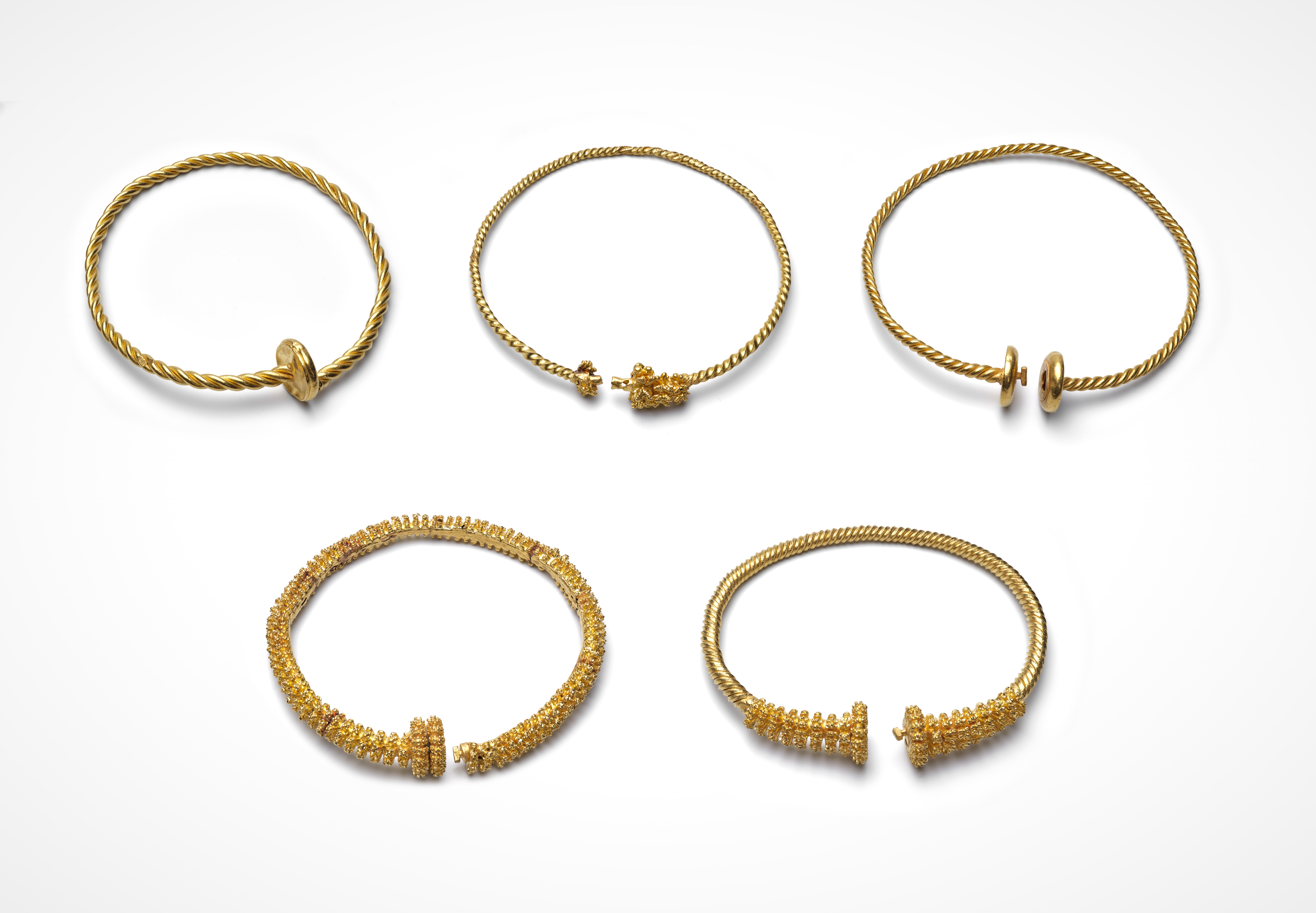
Torques en or de Fenouillet

### Torques modernes
Le mouvement hippie des années 1960 et 1970 a remis les torques à la mode, non seulement en tant que colliers et bracelets, mais aussi en tant qu'anneaux. Les bracelets en forme de torque sont aujourd'hui couramment portés aussi bien par les hommes que par les femmes.
Le torque est aussi le symbole de quelqu'un avec le titre de Saoi (en), qui est le plus grand honneur que Aosdána, une organisation d'artistes irlandais, puisse conférer à ses membres.